# Code IATA des aéroports
| Sigles de 2 caractères   |
| ► Sigles de 3 caractères |
| Sigles de 4 caractères   |
| Sigles de 5 caractères   |
| Sigles de 6 caractères   |
| Sigles de 7 caractères   |
| Sigles de 8 caractères   |

Ne doit pas être confondu avec Code OACI des aéroports.
Un code IATA d'aéroport, également connu sous identifiant IATA d'emplacement, code IATA de la station ou tout simplement identifiant de localisation, est un code à trois lettres désignant de nombreux aéroports à travers le monde, défini par l'Association du transport aérien international (IATA). Les caractères nettement visibles sur les étiquettes à bagages attachées aux comptoirs d'enregistrement de l'aéroport sont un exemple d'utilisation de ces codes.
L'attribution de ces codes est régie par la résolution IATA 763, et elle est administrée par le siège de l'IATA à Montréal. Les codes sont publiés deux fois par an dans le répertoire de codification IATA Airline.
L'IATA prévoit également des codes pour les gares ferroviaires et pour les entités de manutention de l'aéroport. Une liste d'aéroports triée par code IATA est disponible. Il existe aussi une liste des codes IATA des gares et une liste des gares d'Amtrak utilisée par Amtrak aux États-Unis et au Canada.

## Liste
- A
- B
- C
- D
- E
- F
- G
- H
- I
- J
- K
- L
- M
- N
- O
- P
- Q
- R
- S
- T
- U
- V
- W
- X
- Y
- Z

## Histoire et conventions
Le besoin d'identification des aéroports est né avec l'apparition des premières lignes commerciales (dans la période 1914-1930). Le système existant du National Weather Service est alors repris aux États-Unis : chaque ville équipée d'une station est décrite par deux lettres, par exemple LA pour Los Angeles ou PH pour Phoenix.
Néanmoins, dès les années 1930, ce système s'est révélé insuffisant et les compagnies aériennes ont alors opté pour un système à trois lettres (offrant 263 = 17 576 combinaisons possibles). De nombreux aéroports existants et possédant déjà un identifiant à deux lettres ont alors choisi de simplement rajouter un X à la suite de leur code. Los Angeles est ainsi devenu LAX, Phoenix PHX.
Ainsi, au cours du développement du trafic aérien, les identifiants choisis ont souvent été les trois premières lettres de la ville, par exemple MAD pour Madrid ou LIL pour Lille. Puis, les trigrammes disponibles se raréfiaient, et les choix se sont faits plus inventifs : TLS pour Toulouse ou LIG pour Limoges (LIM étant pris par Lima). D'autres aéroports, notamment dans les villes possédant plusieurs aéroports, ont choisi un trigramme relatif au nom de l'aéroport plus qu'à la ville, comme les aéroports parisiens : CDG pour Paris-Charles-de-Gaulle, ORY pour Paris-Orly et LBG pour Paris-Le Bourget. Ces choix, libres ou contraints, rendent parfois difficile la compréhension des codes IATA pour quiconque n'en connaît pas la clef. ARN est peu évocateur de Stockholm pour qui ne connaît pas le nom complet de l'aéroport principal de la capitale suédoise : l'aéroport de Stockholm-Arlanda (STO étant bien le code de Stockholm, mais désignant l'ensemble des aéroports de la ville).
Parmi ces codes peu intuitifs, celui de Kill Devil Hills mérite d'être signalé : FFA pour First Flight Airport, le lieu où les frères Wright effectuèrent le premier vol motorisé contrôlé d'un avion le 17 décembre 1903.